# Baham (ville)
Pour les articles homonymes, voir Baham.
Baham est une commune du Cameroun située dans la région de l'Ouest, elle est le chef-lieu du département des Hauts-Plateaux, en pays bamiléké.

## Géographie

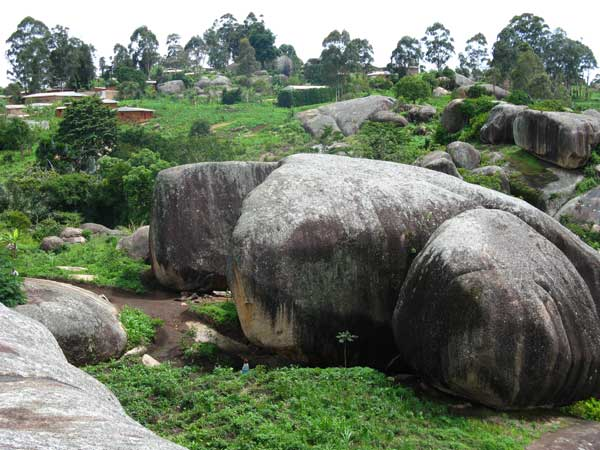
Grotte sacrée de Fovu.

La localité est située sur la route nationale 5 (axe Douala-Bafoussam) à 20 km au sud-ouest du chef-lieu régional Bafoussam et à 250 km de Douala.
Pa Hom venant de l’expression Pa Hom meu dye  signifie : les gens qui enfermèrent un homme dans une case sans porte, La langue parlée est le ghomà hom, variante du ghomálá' qui appartient à la famille des langues bamiléké. Baham est aussi une chefferie traditionnelle Bamiléké. 
Le nom du département peut se justifier par sa haute altitude par rapport au niveau de la mer (1 700 m).
Les villages voisins sont : Pète-Bandjoun, Bayangam, Bahouan, Bamendjou, Bapa, Batié, Bandenkop, Bangou, Bangam
| Bamendjou |        | Pète-Bandjoun |
| Batié     | Baham  | Bayangam      |
|           | Bangou |               |

### Climat
Le climat est de type subéquatorial de mousson caractérisé par des températures qui oscillent entre 15 °C et 28 °C. La température moyenne annuelle est de  22 °C avec un volume moyen de précipitations de 916.6mm.

### Démographie
Le recensement de la population de 1987 attribue à Baham 18 440 habitants.
Lors du recensement de 2005, la commune comptait 19 680 habitants, dont 3 627 pour Baham Ville.

## Histoire

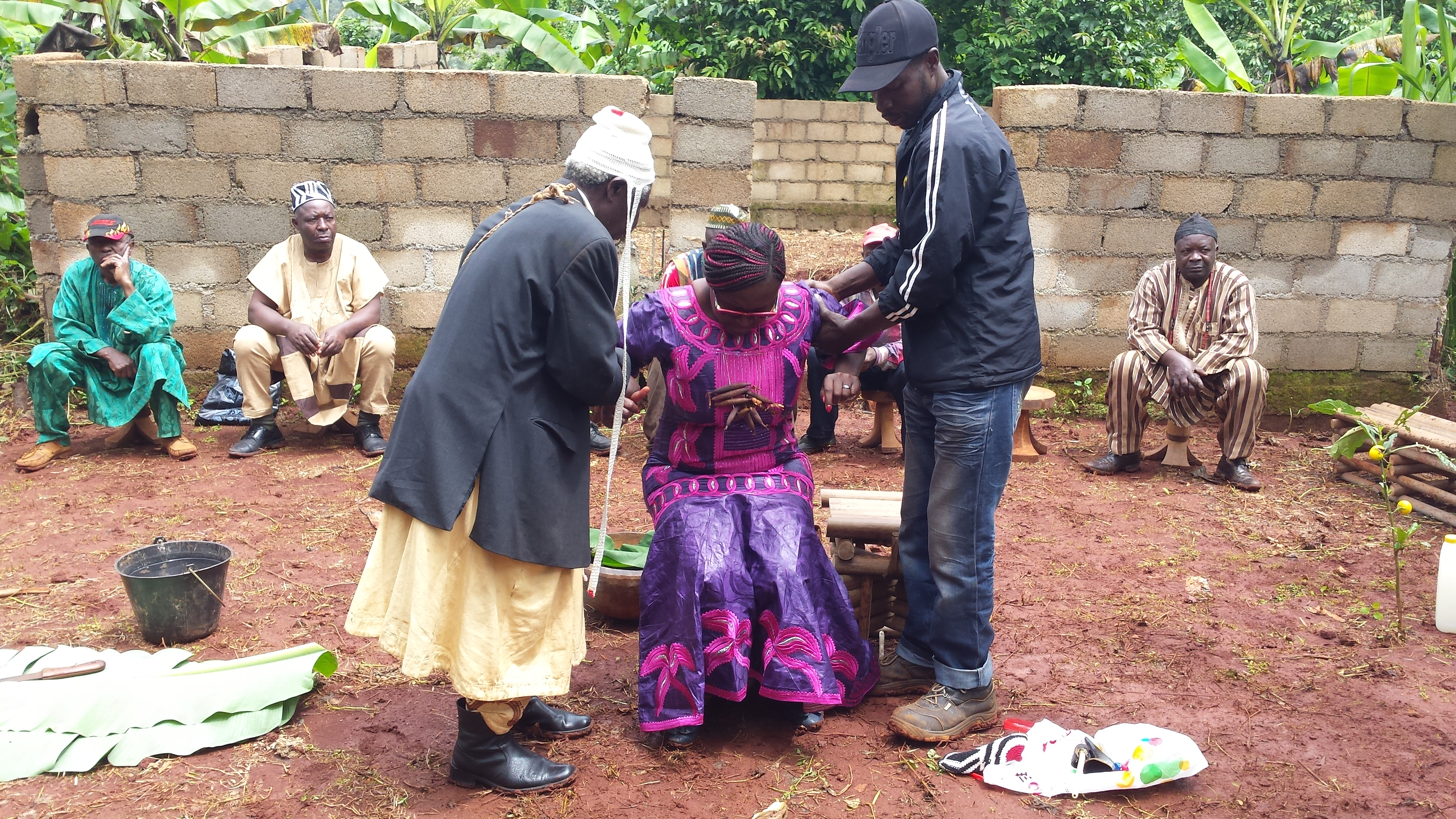
Intronisation de Mafo'o

En février 1957, les autorités coloniales destituent formellement le chef traditionnel Pierre Kamdem Ninyim, incarcéré depuis trois mois pour ses sympathies pour le parti nationaliste UPC. Sa destitution contribue à décider une partie des conservateurs, attachés au respect des traditions, à s'unir aux nationalistes dans la contestation de l'ordre colonial. « L'affaire Baham » est ainsi parfois considéré comme l'élément déclencheur du soulèvement de la région bamiléké.
La ville est érigée en chef-lieu du département des Hauts-Plateaux en mai 1992.

## Administration
Les maires se succèdent à la tête de la municipalité depuis la création de la commune mixte, le 19 décembre 1962, l'arrondissement est établi en 1977.
| Période         | Période | Identité                    | Étiquette | Qualité                  |
| --------------- | ------- | --------------------------- | --------- | ------------------------ |
| 1962            |         | Epessa Bitchoumgui          |           | Administrateur municipal |
|                 |         | Donald Sa'Abiengaing Guiffo |           |                          |
|                 |         | Jean Sop                    |           |                          |
|                 |         | Didier Kamdem               |           |                          |
| 30 janvier 1996 |         | Joseph Pone                 | SDF       | instituteur              |
|                 | 2012    | Elias Tchadji               | RDPC      |                          |
| 2012            | 2013    | Samuel Djonou               | RDPC      | homme d’affaires         |
| 2013            | 2020    | Isidore Téguia Kamdem       |           |                          |
| 2020            |         | Dieudonné Kamdem            |           | chef d'entreprise        |

## Villages
Outre la ville de Baham constituée des quartiers du centre administratif et du centre commercial, la commune comprend 16 villages suivants :
- Baghom
- Hiala
- Baho
- Medjo
- Banka
- Baham
- Batossouo
- Cheffou
- Chengne
- Demgo
- Djemgheu
- Kaffo
- Lagweu I
- Mboukue
- Ngougoua
- Poumze
- Boukué

## Chefferies traditionnelles
L'arrondissement compte 18 chefferies de troisième degré.

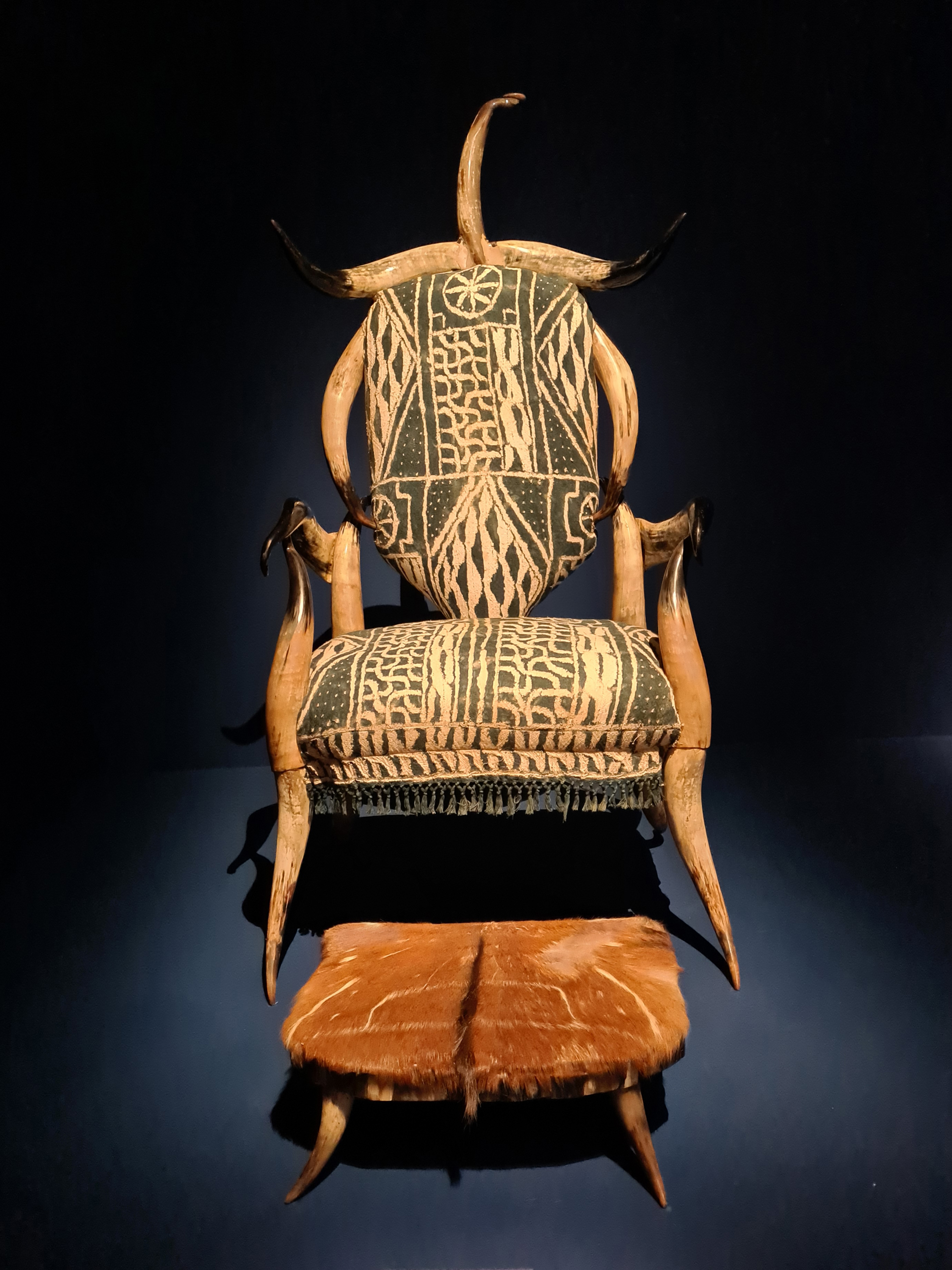
Trône.
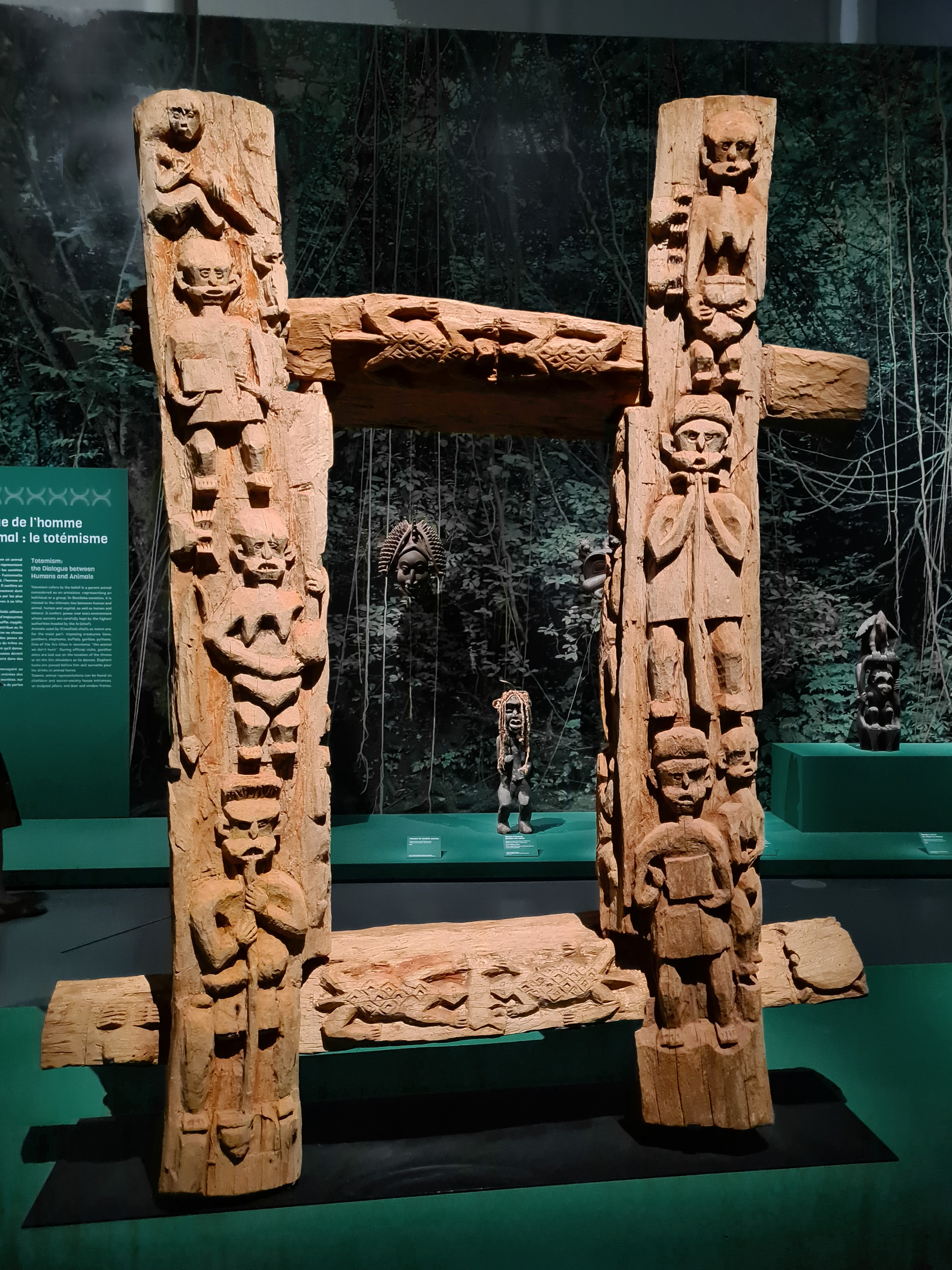
Cadre de porte sculpté.
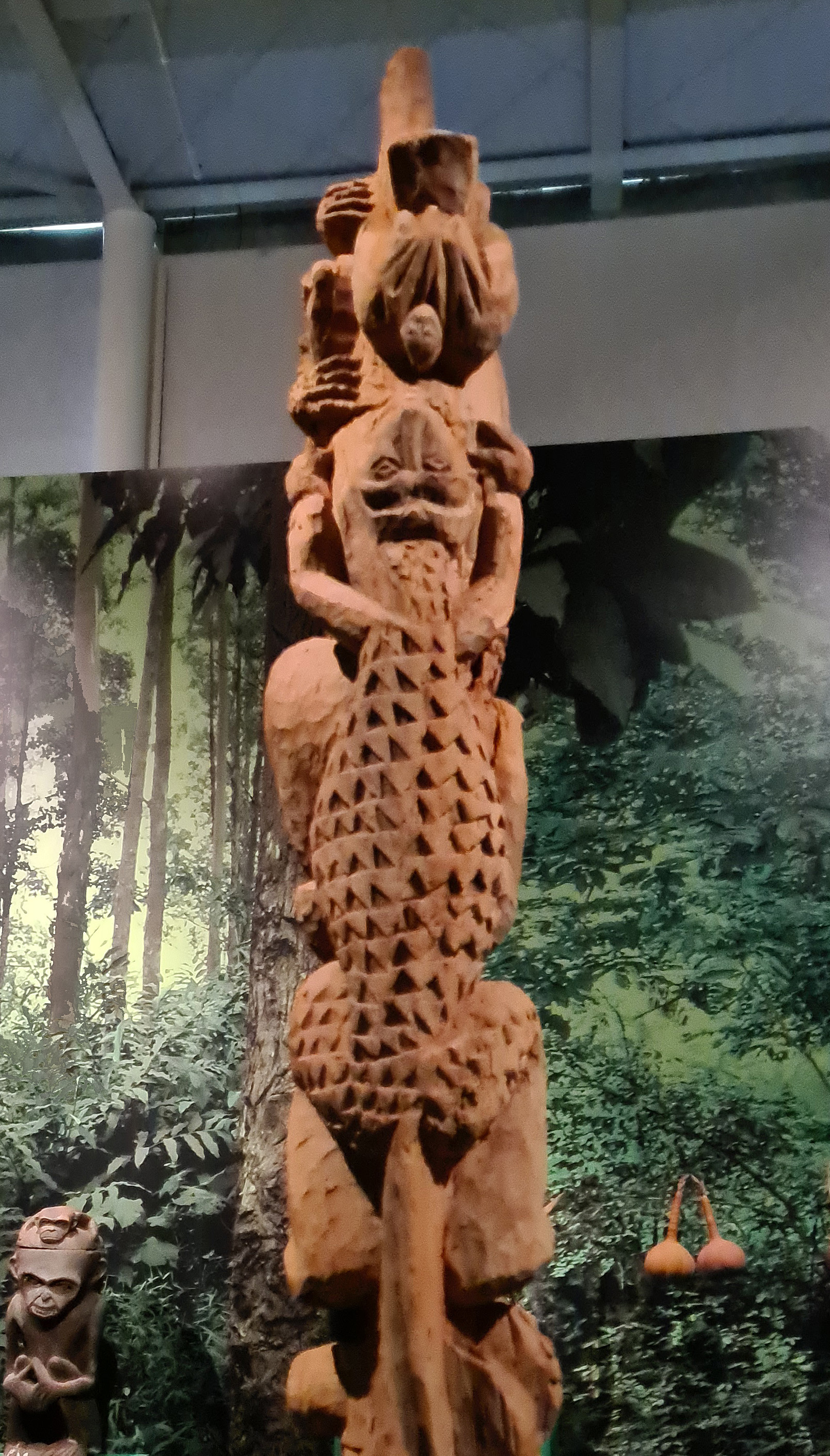
Pilier sculpté gak dye.
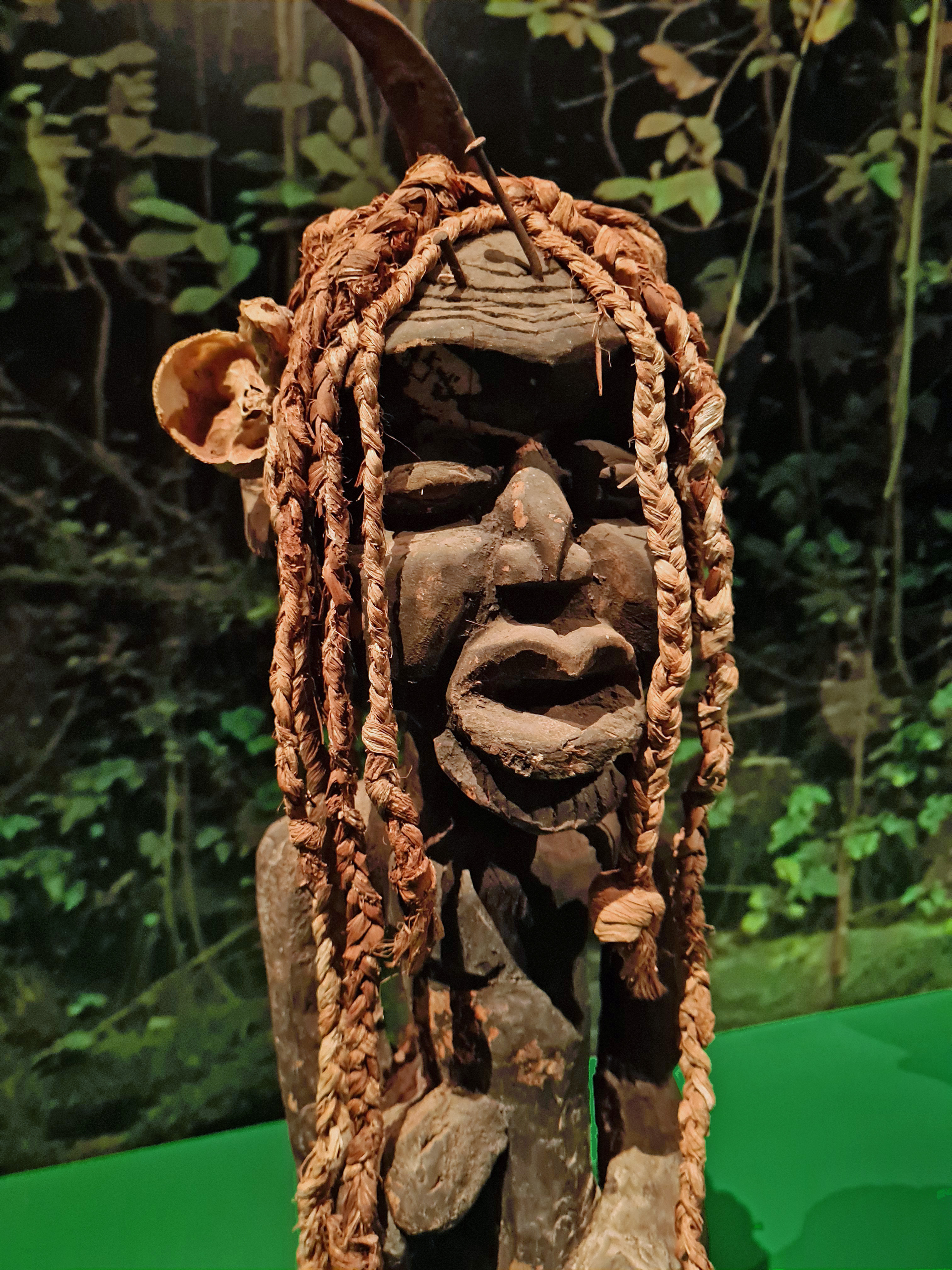
Statue d'homme portant une corne (détail).
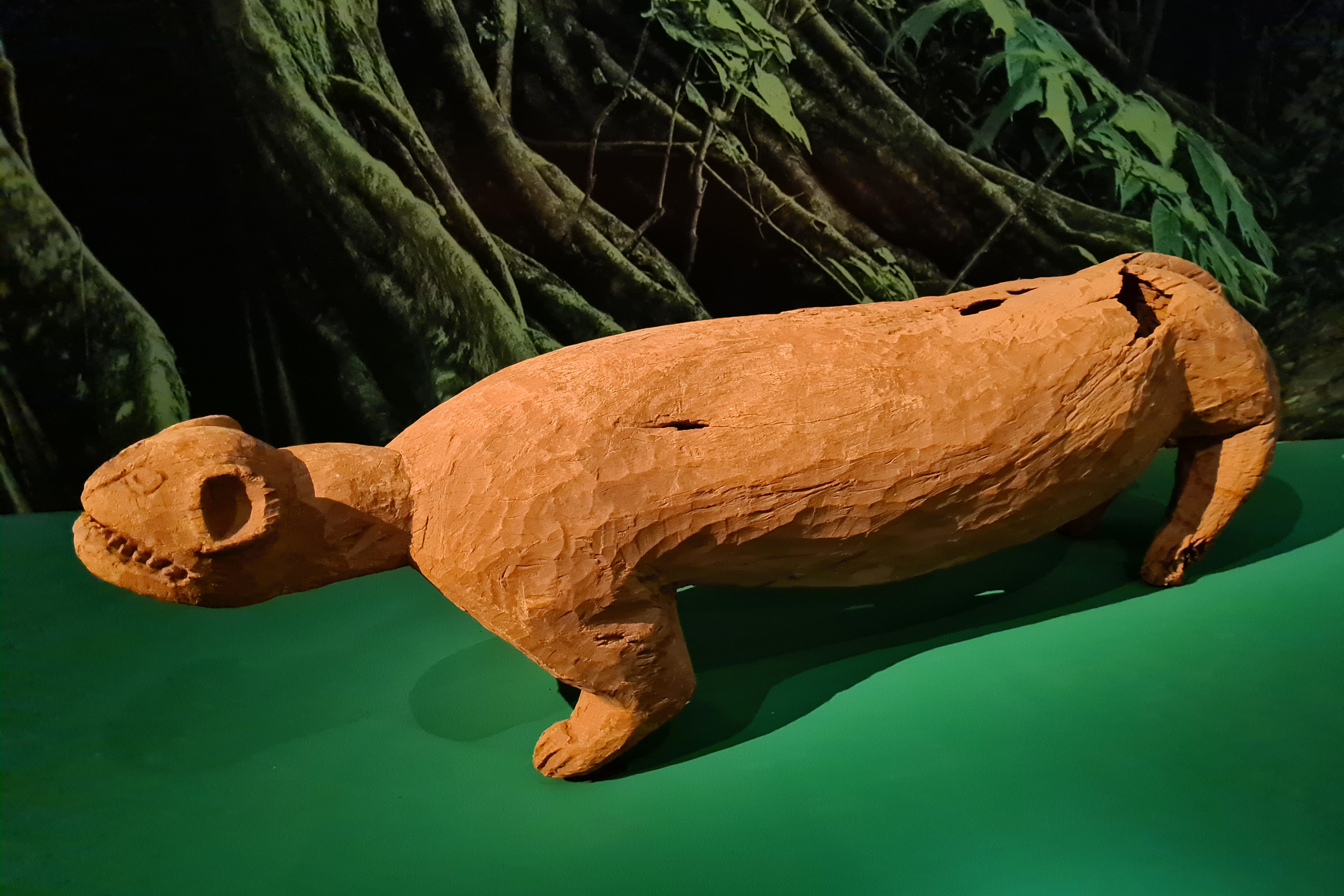
Statue totémique de panthère.
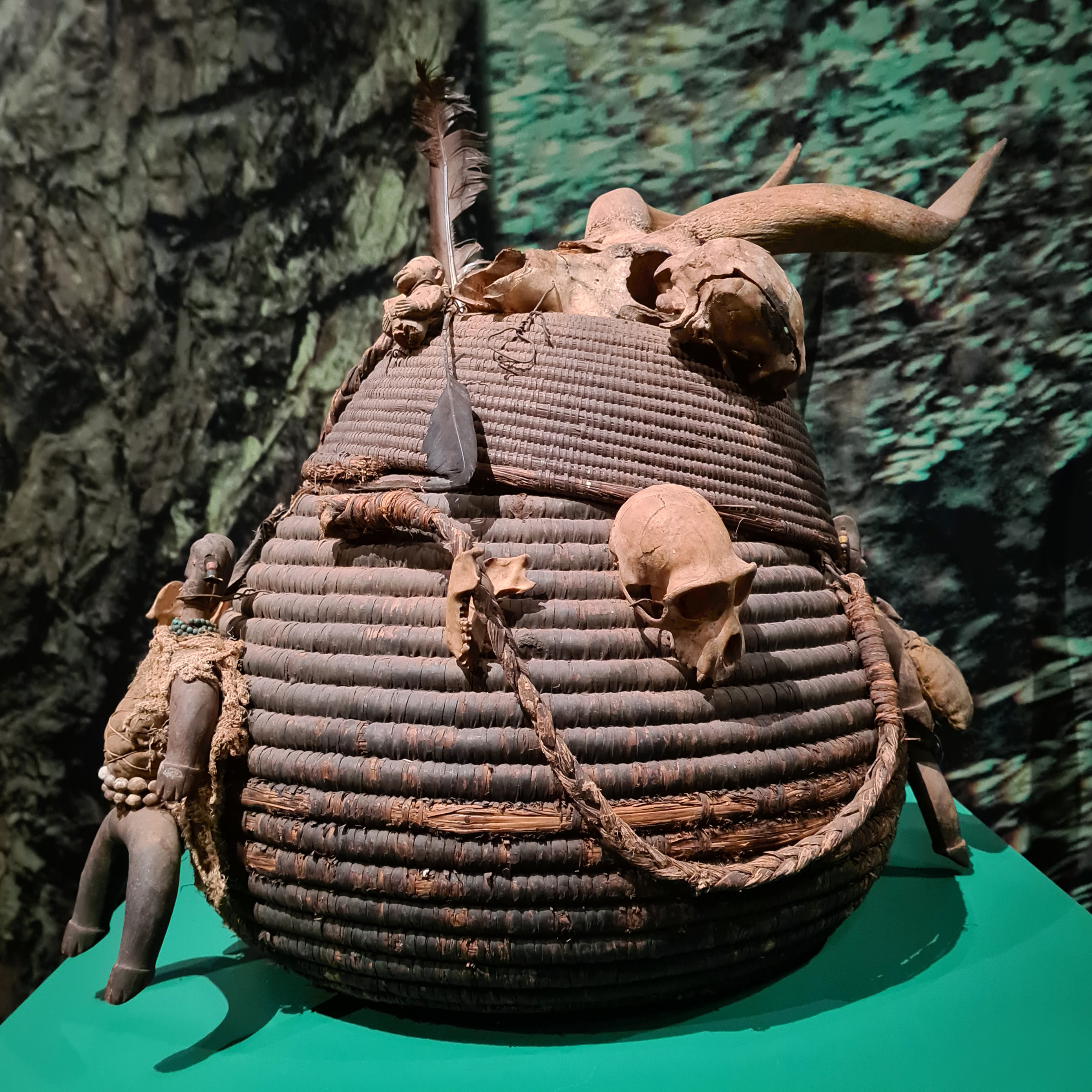
Corbeille à médecine kakno'djye.
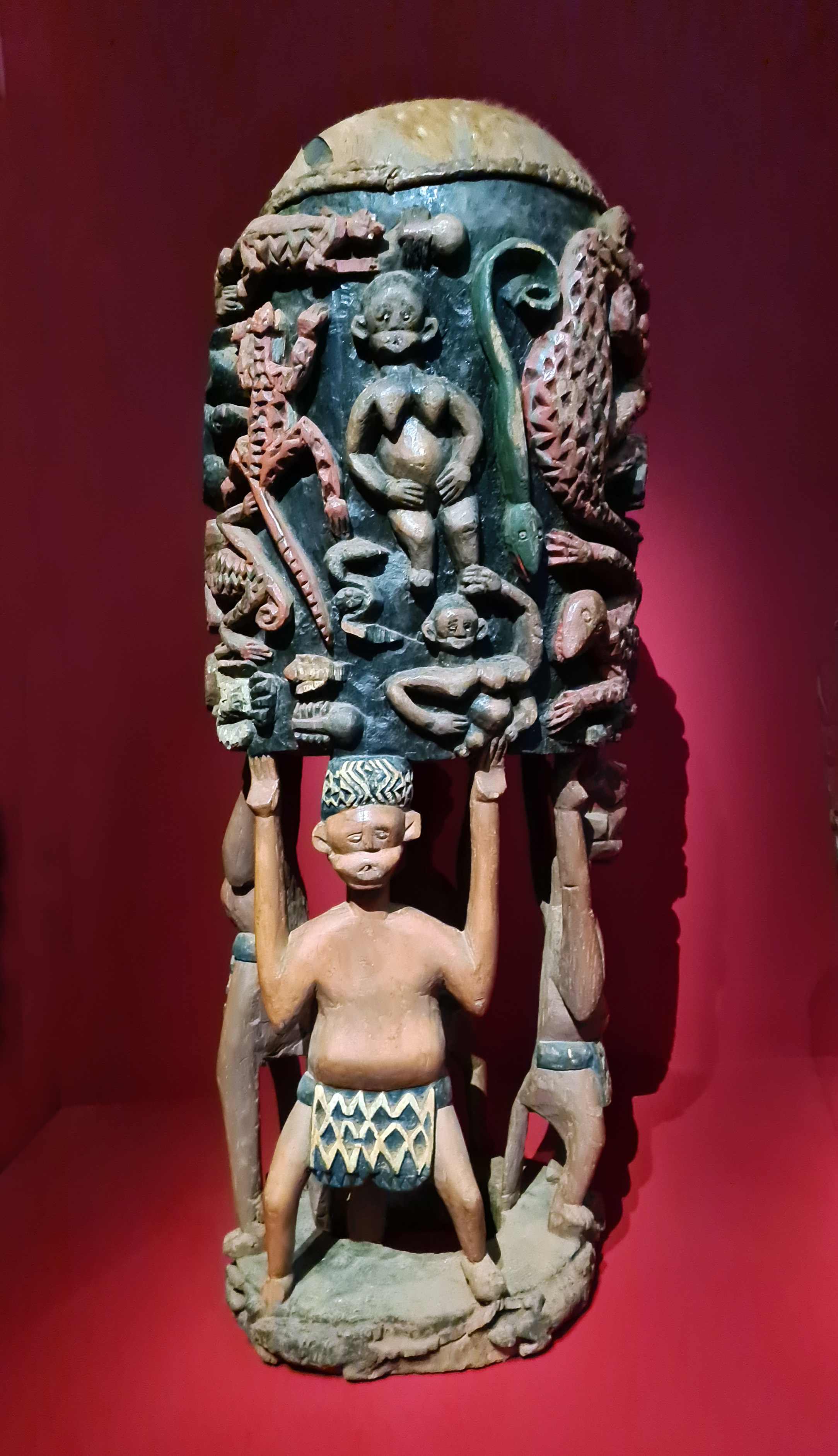
Tambour.

### Chefs Baham
3 dynasties  de 15 chefs 
| No | Identité           | Période | Période | Durée | Étiquette |
| No | Identité           | Début   | Fin     | Durée | Étiquette |
| -- | ------------------ | ------- | ------- | ----- | --------- |
| 1  | Gue Goumgcheu (d)  |         |         |       |           |
| 13 | Kouokam (d)        |         |         |       |           |
| 12 | Kamdem I (d)       |         |         |       |           |
| 11 | Taguiatseu (d)     |         |         |       |           |
| 14 | Kamdem II (d)      |         |         |       |           |
| 16 | Kamwa (d)          |         |         |       |           |
| 15 | Pouokam I (d)      |         |         |       |           |
| 17 | Ninyim (d)         |         |         |       |           |
| 18 | Teguia (d)         |         |         |       |           |
| 10 | Tchwainfeu (d)     |         |         |       |           |
| 8  | Kantsekwa (d)      |         |         |       |           |
| 3  | Tamdja (d)         |         |         |       |           |
| 2  | Kamgno (d)         |         |         |       |           |
| 9  | Guinfeu (d)        |         |         |       |           |
| 4  | Depa Kwokam (d)    |         |         |       |           |
| 6  | Bussu (d)          |         |         |       |           |
| 5  | Kameugne (d)       |         |         |       |           |
| 7  | Taintsedo (d)      |         |         |       |           |
| 19 | Pouokam Max II (d) |         |         |       |           |

 liste debile et fausse

1er dynastie
1 - Tamdja
2 - Ndepa Kouokam  fils de Tamdja
2e dynastie
Kamwo(ou Kamgno)
Matchuenbou fille de Kamwo et de Magne
3e dynastie 
3 - KAMMOGNE (l'un des jumeaux fondateur de Bayangam), fils de Nguegouncheu et de Magne
- 4. MBOUSSU, fils de KAMMOGNE

- 5. TEINTSEDO'O, fils de MBOUSSU

- 6. KENT SEKOUA, fils de TEINTSEDO'O (Le Guerrier)

- 7. TAGUIATSEU, fils de KENT SEKOUA

- 8. KAMDEM I (Noutsha), fils de TAGUIATSEU

- 9. KOUOKAM II (Nindzou), fils de KAMDEM I

- 10. KAMDEM II (Guemdjo), le réputé humaniste, fils de KOUOKAM II

- 11. POUOKAM (Guiakam), fils de KAMDEM II

- 12. KAMWA Marx (Ngayap), fils de POUOKAM

- 13. KAMDEM III NINYIM Pierre (Mekeu), fils de KAMWA

- 14. TEGUIA Jean-Marie (Demgne), fils de KAMWA

- 15. POUOKAM II Max (Matchuenkam), fils de TEGUIA

Le nom des mères est entre parenthèses

## Éducation
La commune compte 24 écoles maternelles, dont 17 publiques, 4 catholiques et 3 protestantes (CEPCA).
Les écoles primaires sont au nombre de 33, dont 21 publiques, 7 catholiques et 5 protestantes (CEPCA).
L'arrondissement de Baham compte 5 établissements secondaires publics dont 4 lycées et un collège, 3 sont francophones et deux bilingues.
- CES bilingue de Chengne
- Lycée bilingue de Baham
- Lycée de Medjo
- Lycée de Poumze
- Lycée technique de Baham

L'enseignement professionnel public est représenté par l’ENIEG, École normale d'instituteurs de l'enseignement général, créée en octobre 2012 et située à Boukué.

## Économie
Les principales activités sont :
- la culture de rente, principalement des produits vivriers (maïs, haricot, patate, pomme de terre, igname douce, tarot, arachide) ;
- l’élevage qui prend de l’essor avec l'apparition d'installations modernes d’élevage de volaille et de porc ;
- puis l'artisanat, Baham étant en effet un haut lieu de production d'objets d'art (objets perlés et en bambou).

## Médias
La ville est le siège de la radio communautaire La Voix des Hauts-Plateaux qui émet sur 98.0 FM depuis août 2019.

## Personnalités liées au village
- Luc Sindjoun, politologue
- Pierre Kamdem Ninyim, chef traditionnel destitué, plus jeune ministre camerounais et sympathisant de l'UPC qui terminera condamné et fusillé.*Dandy kamto    ,Chercheur
- Augustin Kontchou Kouomegni, ancien ministre de la communication
- Maurice Kamto, homme politique, président Mouvement pour la renaissance du Cameroun (MRC)
- Bonaventure Sonké, botaniste, enseignant-chercheur, né à Baham en 1962
- Kamé Samuel (1926-1998), homme politique
- Emmanuel Dassi Youfang, évêque, né à Baham
- Paul Kammogne Fokam, président et fondateur de Afriland First Bank
- Rolande Kammogne , entrepreneure et productrice TV